# بوب ويلكي
بوب ويلكي هو لاعب هوكي الجليد كندي، ولد في 11 فبراير 1969 في كالغاري في كندا.

## وصلات خارجية
- بوب ويلكي على موقع دوري الهوكي الوطني (الإنجليزية)
- بوب ويلكي على موقع قاعة مشاهير الهوكي (لاعب أن.إتش.أل) (الإنجليزية)
- بوب ويلكي على موقع EliteProspects.com (الإنجليزية)
- بوب ويلكي على موقع HockeyDB.com (الإنجليزية)
- بوب ويلكي على موقع Hockey-Reference.com (الإنجليزية)